# Albert Hänel
Albert Hänel, född 10 juni 1833 i Leipzig, död 12 maj 1918 i Kiel, var en tysk jurist och politiker; brorson till Gustav Friedrich Hänel.
Hänel blev 1860 extra ordinarie och 1862 ordinarie professor i juridik vid universitetet i Königsberg samt 1863 i Kiel. Åren 1867-88 var han ledamot av preussiska lantdagen samt 1867-93 och 1898-1903 av Nordtyska förbundets respektive tyska riksdagen samt anslöt sig där till Deutsche Fortschrittspartei. Han var 1874-93 vicepresident i tyska riksdagen och 1876-88 i preussiska lantdagens Abgeordnetenhaus. Han författade åtskilliga arbeten i tysk rättshistoria och statsrätt.